# کهنه‌واش
کهنه‌واش (نام علمی: Ambrosia) نام یک سرده از زیرخانواده کاسنی‌واریان است.